# Patrice Faure
Patrice Faure, né en 1967 à Crest dans la Drôme, est un haut fonctionnaire français. Il a notamment été Haut-commissaire de la République en Nouvelle-Calédonie de 2021 à 2023, puis directeur de cabinet du président de la République depuis janvier 2024.

## Biographie

### Jeunesse et études
Patrice Faure est issu d'un milieu modeste. Il obtient d'abord un CAP en pâtisserie. Il posséde une maîtrise d'histoire et de mathématique.

### Formation et carrière militaire
De 1986 à 1987, Patrice Faure effectue sa formation militaire initiale à l'École nationale des sous-officiers d'active.
Il est muté en tant que sergent à la 2e batterie du 9e RAMa à Trèves, en Allemagne
Il est devenu officier par la promotion interne et a donc été formé à l'école militaire interarmes.
Il détient le diplôme de l'école d'état-major. Il poursuit sa carrière dans les forces spéciales de l'armée française. En juillet 2002, Patrice Faure intègre, en tant que militaire, la direction générale de la Sécurité extérieure (DGSE).

### Parcours au sein de la haute fonction publique
De 2006 à 2006, il est adjoint au chef du cabinet militaire du ministère des Outre-mer.
De 2006 à 2008, il est directeur de cabinet du préfet de Mayotte, sous deux préfets différents.
En mars 2008, il devient chef de cabinet d'Yves Jégo, secrétaire d'État chargé de l'Outre-mer. L'année suivante, il devient directeur adjoint du cabinet de la secrétaire générale du ministère de l'Intérieur, de l'Outre-mer et des Collectivités territoriales.
Patrice Faure travaille ensuite dix-huit mois au sein du secteur privé. Il regagne après cela le secteur public. Il intègre la Direction générale de la Sécurité civile et de la gestion des crises.
Le 21 juillet 2014, Patrice Faure accède aux fonction de secrétaire général de la préfecture d'Ille-et-Vilaine. Il quitte son poste le 6 juillet 2016 pour prendre la fonction de directeur de la police générale à la préfecture de police de Paris.
Le 28 aout 2017, Patrice Faure est titularisé et nommé préfet de la Guyane. Il précède le mouvement social de 2017 de mars avril de la même année. Il occupe ces fonctions jusqu'au 10 juillet 2019. À cette même date il est nommé préfet du Morbihan. Son passage à la préfecture de Vannes sera marqué par les décisions fermes prises pour contrer la Pandémie du Covid-19 dans tout le département.
Nommé par décret présidentiel du 19 mai 2021, Patrice Faure prend les fonctions de Haut-commissaire de la République en Nouvelle-Calédonie,. Le 12 juin 2021, il succède à Laurent Prévost. Il est chargé d'organiser dans de bonnes conditions le référendum calédonien, dont le résultat est en faveur du non à l'indépendance. Il quitte ses fonctions en janvier 2023.
Il est nommé directeur du cabinet du président de la République à compter du 1er janvier 2024,.

### Vie privée
Sa femme, Sandrine Michalon-Faure, est sous-préfète.

## Récompenses et distinctions

### Décorations
- Chevalier de la Légion d'honneur (26 avril 2019[12])
- Officier de l'ordre national du Mérite
- Croix de la Valeur militaire[13]
- Croix du combattant[13]
- Médaille d'Outre-Mer[13]
- Médaille de la Défense nationale, échelon or[13]
- Médaille de reconnaissance de la Nation[13]
- Médaille commémorative française[13]
- Médaille de l'ONU pour l'ex-Yougoslavie[13]
- Médaille de l'OTAN pour l'ex-Yougoslavie[13]
- Médaille de l'OTAN pour le Kosovo[13]
- Chevalier de l'ordre de la reconnaissance centrafricaine[13]